# Hajane Atajan
Atajan Hajane Armeniwna (ukrainisch Гаяне Арменівна Атая́н, * 23. September 1959 in Kiew, Ukraine) ist eine ukrainische Malerin.

## Leben und Werk
Atayan ist die Tochter der Künstlerin Tetjana Jablonska und des Malers Atajan Armen Arschakowytsch. Sie studierte unter der Leitung von Professor Viktor Shatalin bis 1983 an der Nationalen Akademie der Bildenden Künste und Architektur in Kiew. Von 1983 bis 1990 arbeitete sie im Kiewer Kunst- und Industriewerk des Kunstfonds.
Seit 1982 nahm sie an vielen Kunstausstellungen teil und 1986 wurde sie in den Künstlerverband der Ukraine aufgenommen.
Ihre Werke befinden sich im Nationalmuseum Kiewer Kunstgalerie, im Zaporozhye Art Museum, im Khmelnitsky Art Museum und im Dragon Museum Taiwan. Einige Werke befinden sich in Privatsammlungen in der Ukraine und im Ausland.

## Ausstellungen (Auswahl)

### Einzelausstellungen
- 1994 – Kiewer Museum für Russische Kunst
- 1995 – Galerie Irena, Kiew
- 1999 – Häuser und Bäume, L-Art Gallery, Kiew
- 2000 – Galerie Gryphon, Kiew
- 2002 – "Abend über Kiew", Galerie City N, Kiew
- 2002 – "Happy Summer", Galerie Gryphon, Kiew
- 2003 – "Durch die Zweige", Galerie Tadzio, Kiew
- 2011 – "Warm Wind", Galerie Tadzio, Kiew

### Gruppenausstellungen
- 1987 – All-Union Ausstellung von Werken junger Künstler, Moskau
- 1996 – Ausstellung in der Galerie 27, Cork Street, London
- 1997 – Ausstellung von Werken ukrainischer Künstler in der Roy Miles Gallery, London
- 1998 – Erste gesamtukrainische Triennale der Malerei, Kiew
- 1998 – Internationales Kunstfestival, Kiew
- 2000 – Ausstellung der Malerei der zweiten Hälfte des zwanzigsten Jahrhunderts. „Arche Noah“, Kiew
- 2001 – Zweite Allukrainische Triennale der Malerei, Kiew
- 2006 – Gruppenausstellung von Werken ukrainischer Künstler im Museum von Shanghai, China
- 2007 – Dritte gesamtukrainische Triennale der Malerei, Kiew
- 2007 – Allukrainische Landschaftsausstellung zum Gedenken an A.I. Kuindschi, Mariupol
- 2007 – Ausstellung in der Marine Art Gallery, Odessa
- 2008 – Gruppenausstellung von Werken ukrainischer Künstler, Wuxi, China
- 2010 – Vierte allukrainische Triennale der Malerei

## Werke (Auswahl)
- 1983: У источника Ольвия (An der Quelle von Olvius)
- 1985: портрет дочери Ира в новогоднем наряде (Ira im Neujahrskleid)
- 1986: Щедрая осень (Großzügiger Herbst)
- 1994: Вечер над Киевом (Abend über Kiew)
- 1995: Туман (Nebel)
- 1999: Сумерки (Dämmerung)